# Science and Faith
Albums de The Script
The Script
(2008)
Science and Faith   est le deuxième album studio de The Script, le groupe de rock irlandais. L’album est sorti le 10 septembre 2010 en Irlande. il a été précédé par le single For the First Time, sorti le 3 septembre 2010. En Irlande et en Royaume-Uni, il se classe en première place avec 70,816 de copies vendues durant la première semaine. Aux États-Unis, il se classe à la troisième position sur Billboard 200 avec 49,000 de copies vendues en sa première semaine.

## Singles
Le premier single de l’album est For the First Time, qui est sorti le 3 septembre 2010 en Irlande et le 5 septembre 2010 en Royaume-Uni. Il se classe en première position en Irlande, devenu ainsi le premier numéro un pour le groupe. Le single a atteint la cinquième place sur UK Singles Chart durant sa première semaine, et monta à la quatrième position la semaine suivante. Le deuxième single Nothing est sorti en Royaume-Uni en date de 19 novembre 2010. Le single se classe 21 et 42 en Irlande et en Royaume-Uni respectivement.

## Pistes
| 1.    | You Won't Feel a Thing | Danny O'Donoghue, Mark Sheehan, Steve Kipner, Andrew Frampton, Glen Power, Ben Sargeant |  | Mark Sheehan, Danny O'Donoghue, Andrew Frampton, Steve Kipner | 4:33 |
| 2.    | For the First Time     | O'Donoghue, Sheehan                                                                     |  | Danny O'Donoghue, Mark Sheehan, Andrew Frampton               | 4:12 |
| 3.    | Nothing                | O'Donoghue, Sheehan, Kipner, Frampton                                                   |  | Mark Sheehan, Danny O'Donoghue, Andrew Frampton, Steve Kipner | 4:32 |
| 4.    | Science and Faith      | O'Donoghue, Sheehan                                                                     |  | Mark Sheehan, Danny O'Donoghue, Andrew Frampton               | 4:20 |
| 5.    | If You Ever Come Back  | O'Donoghue, Sheehan, Kipner, Frampton                                                   |  | Mark Sheehan, Danny O'Donoghue, Andrew Frampton, Steve Kipner | 4:02 |
| 6.    | Long Gone and Moved On | O'Donoghue, Sheehan, Power                                                              |  | Danny O'Donoghue, Mark Sheehan, Andrew Frampton               | 4:17 |
| 7.    | Dead Man Walking       | O'Donoghue, Sheehan                                                                     |  | Danny O'Donoghue, Mark Sheehan                                | 3:54 |
| 8.    | This Is Love           | O'Donoghue, Sheehan, Power, Sargeant                                                    |  | Danny O'Donoghue, Mark Sheehan, Andrew Frampton               | 4:21 |
| 9.    | Walk Away              | O'Donoghue, Sheehan, Power, Sargeant                                                    |  | Danny O'Donoghue, Mark Sheehan                                | 3:36 |
| 10.   | Exit Wounds            | O'Donoghue, Sheehan, Kipner, Frampton                                                   |  | Mark Sheehan, Danny O'Donoghue, Andrew Frampton, Steve Kipner | 4:25 |
| 42:12 |                        |                                                                                         |  |                                                               |      |

## Classement et certification
| Chart (2010–11)                  | position |
| -------------------------------- | -------- |
| Australie (ARIA Charts)          | 2        |
| Autriche(Ö3 Austria Top 40)      | 70       |
| Belgique(Ultratop (Flanders))    | 47       |
| Belgique (Ultratop (Wallonie))   | 70       |
| Canada                           | 6        |
| Danemark(IFPI)                   | 23       |
| Pays-Bas                         | 14       |
| European Top 100 Albums          | 5        |
| Allemagne (Media Control Charts) | 40       |
| Irlande                          | 1        |
| Italie (FIMI)                    | 40       |
| Nouvelle-Zélande (RIA)           | 15       |
| Écosse                           | 1        |
| Espagne                          | 58       |
| Suède                            | 52       |
| Suisse                           | 15       |
| Royaume-Uni (UK Albums Chart)    | 1        |
| US Billboard 200                 | 3        |

| Pays        | Certifications    |
| ----------- | ----------------- |
| Australie   | Disque de platine |
| Royaume-Uni | Platinum          |

## Sortie
| Région          | Date              | Label           |
| --------------- | ----------------- | --------------- |
| Ireland         | 10 septembre 2010 | RCA, Sony Music |
| Autriche        | 10 septembre 2010 | RCA, Sony Music |
| Scandinavie     | 10 septembre 2010 | RCA, Sony Music |
| Australie       | 10 septembre 2010 | RCA, Sony Music |
| Royaume-Uni     | 13 septembre 2010 | RCA, Sony Music |
| Europe centrale | 14 septembre 2010 | RCA, Sony Music |
| États-Unis      | 18 janvier 2011   | Epic Records    |